# Artjoms Rudņevs
Artjoms Rudņevs (Daugavpils, 13 januari 1988) is een Lets voormalig voetballer die bij voorkeur als aanvaller speelde.

## Clubcarrière
In eigen land speelde Rudņevs voor FC Daugava uit zijn geboortestad Daugavpils. In 2009 verliet hij z'n geboortestad voor een Hongaars avontuur bij Zalaegerszegi TE. Na één jaar merkte Lech Poznań de talentvolle Let op. Rudņevs scoorde 33 wedstrijden in 56 competitiewedstrijden voor de Poolse club. In 2012 tekende Rudņevs een vierjarig contract bij Hamburger SV. Daar kreeg hij onder Thorsten Fink een basisplaats. Hij scoorde zijn eerste doelpunt voor Hamburger op 26 september 2012, tegen Borussia Mönchengladbach. Hij was de eerste Let ooit in de Bundesliga. Hij tekende in juni 2016 een contract tot medio 2019 bij FC Köln, dat hem transfervrij overnam van Hamburger SV. Op 29 september 2017 werd op zijn verzoek het contract ontbonden en beëindigde hij zijn loopbaan.

## Interlandcarrière
Rudņevs debuteerde in november 2008 in het Lets voetbalelftal. Op 7 oktober 2011 scoorde hij zijn eerste doelpunt voor het nationale elftal, tegen Malta.

## Erelijst
| Beker van Letland | 1x | 2008 |